# 長崎短期大学
長崎短期大学（ながさきたんきだいがく、英語: Nagasaki Junior College）は、長崎県佐世保市椎木町600に本部を置く日本の私立大学。1945年創立、1966年大学設置。大学の略称は長短（ちょうたん）。

## 概観

### 大学全体
- 長崎県佐世保市に所在する日本の私立短期大学で、設置主体は学校法人九州文化学園[1]。
- 1966年に九州文化学園短期大学として開学。設置当初は、食物科のみの単科短大だったが増設により、一時期は3学科体制だったが、2020年度入学生より2学科に再編。元々は、女子短大だったが2002年に共学化された。

### 建学の精神（校訓・理念・学是）
- 長崎短期大学における建学の精神
  - 人間教育
  - 「知」：高い知性と豊かな教養を持つこと。
  - 「情」：日本人の誇るべき徳性と品格の香り高さを身につけること。
  - 「意」：たくましい意志と健康な体を養うこと。

### 教育および研究
- 長崎短期大学における教育
  - 地域共生学科
    - 食物栄養コース：他の栄養士養成校の約2倍の調理実習、「スポーツ栄養学」の開講、教員全員が栄養士・管理栄養士の有資格者などの特徴ある教育を行っている。
    - 製菓コース：和菓子実習・洋菓子実習・製パン実習に加え、付加価値として日本料理、西洋料理、中国料理など幅広いメニューの中から調理技術を学ぶ調理実習、「フルーツカット」「色彩学」「ラッピング」「POP」「プレゼンテーション」などの講座を開講している。
    - 介護福祉コース：少人数ゼミナール形式の授業や、介護福祉士国家試験対策として2年次後期に集中的な試験対策講座や各種模擬試験を実施している。
    - 国際コミュニケーションコース：日本人クラスでは、英語に加え、韓国語か中国語を習熟度別かつ少人数のクラスで編成して授業を行っている。留学生クラスでは、日本語に加え日本人と協働による地域活動等の実践学習を行い日本語運用能力を高める教育を行っている。また4セメスターを導入しており、ギャップイヤー期間を活用した長期学外学修プログラムを1年次の8月〜11月に設定。単位化した海外留学、国内インターンシップ、サービスラーニングを行っている。

  - 保育学科：「幼稚園教諭二種免許状」と「保育士資格」の取得を目指す保育の専門家を養成する学科で、系列の認定こども園九州文化学園幼稚園での教育実習のほか、｢音楽の動きとつどい｣と題したイベントも行なわれている。
  - 専攻科保育専攻：保育者養成校（短期大学の保育学科など）で2年間学んだ人、または保育・幼児教育の現場で働いている人で、さらに専門性を高めたいと考えている人を対象とした短期大学専攻科。「幼稚園教諭一種免許状」及び、要件を満たせば「学位/学士(教育学)」を取得することができる。

### 国際交流
| 留学期間       | 留学先                                                                           | 対象学科               |
| -------------- | -------------------------------------------------------------------------------- | ---------------------- |
| 2週間          | イギリス・アメリカ                                                               | 全学科の希望者         |
| 3ヶ月間        | オーストラリア・カナダ・イギリス                                                 | 英語科の希望者         |
| 6ヶ月間～1年間 | イギリス・アメリカ・オーストラリア・韓国・グローバルカレッジネットワーク加盟大学 | 卒業後、全学科の希望者 |

### 学風および特色
- 長崎短期大学は2006年に短期大学基準協会による機関別認証評価において適格認定を受けている。
- 教養科目である「茶道文化」が全学必修となっている。
- 平戸松浦藩の武家茶「鎮信流」を学ぶことになっている。
- 地域在住の外国人・施設との交流や海外留学、留学生の受入などの国際交流も積極的に行っている。

## 沿革
- 1945年
  - 12月15日 財団法人九州文化学園が創立される。
- 1947年
  - 2月28日 九州女子専門学校[注釈 1]として設立認可[注釈 2]
- 1951年
  - 2月24日 学校法人が成立する[2]。
- 1966年
  - 3月18日 左記を以て文部省[注 3]より短期大学の設置が認可される[注 4]。
  - 4月1日 九州文化学園短期大学（きゅうしゅうぶんかがくえんたんきだいがく）が以下の学科体制にて開学[4]。
    - 食物科 入学定員80名[注 5]

  - 5月1日 学生数[6]/定員
    - 食物科 70[注釈 3]/80
- 1967年
  - 4月1日 食物科の入学定員を80→100に増員[注 6]。
  - 5月1日 学生数[11]/定員
    - 食物科 171[注釈 3]/180
- 1968年
  - 5月1日 学生数[12]/定員
    - 食物科 180[注釈 3]/200
- 1972年
  - 4月1日 以下の学科を増設する[注釈 4]。
    - 幼児教育学科 入学定員50名[注 7]

  - 5月1日 学生数[16]/定員
    - 食物科 152[注釈 3]/200
    - 幼児教育学科 28[注釈 3]/50
- 1973年
  - 5月1日 学生数[17]/定員
    - 食物科 138[注釈 3]/200
    - 幼児教育学科 75[注釈 3]/100
- 1985年
  - 4月1日 長崎短期大学へ名称変更[注 8]。
  - 5月1日 学生数[20]/定員
    - 食物科 66[注釈 3]/200
    - 幼児教育学科 90[注釈 3]/100
- 1986年
  - 5月1日 学生数[21]/定員
    - 食物科 77[注釈 3]/200
    - 幼児教育学科 95[注釈 3]/100
- 1987年
  - 5月1日 学生数[22]/定員
    - 食物科 122[注釈 3]/200
    - 幼児教育学科 116[注釈 3]/100
- 1989年
  - 4月1日 この年度における出来事を以下、列挙する。
    - 以下の学科を増設する[注 9]。
      - 英語科 入学定員80名[注 10]

    - 専攻科の設置が認められ、以下の課程を設ける[注 11]。
      - 福祉専攻 入学定員20名

  - 5月1日 学生数[29]/定員
    - 食物科 140[注釈 3]/180
    - 幼児教育学科 104[注釈 3]/100
    - 英語科 19[注釈 3]/80
- 1990年
  - 5月1日 学生数[30]/定員
    - 食物科 151[注釈 3]/160
    - 幼児教育学科 107[注釈 3]/100
    - 英語科 90[注釈 3]/160
- 1992年
  - 4月1日 学科の入学定員増を以下の通り行う[注 12]。
    - 食物科 80→130
    - 英語科 80→150

  - 5月1日 学生数[注 13]/定員
    - 食物科 224[注釈 3]/230
    - 幼児教育学科 135[注釈 3]/100
    - 英語科 296[注釈 3]/230
- 1993年
  - 5月1日 学生数[37]/定員
    - 食物科 278[注釈 3]/260
    - 幼児教育学科 140[注釈 3]/100
    - 英語科 397[注釈 3]/300
- 1995年
  - 4月1日 専攻科に以下の課程を設ける[38]。
    - 英語専攻 入学定員20名
- 1996年
  - 4月1日 専攻科に以下の課程を設ける[39]。
    - 食物栄養専攻 入学定員10名
- 1999年
  - 5月1日 学生数[40]/定員
    - 食物科 164[注釈 3]/260
    - 幼児教育学科 129[注釈 3]/100
    - 英語科 143[注釈 3]/300
- 2000年
  - 3月31日 以下については、左記をもって正式に廃止となる[41]。
    - 英語専攻

  - 4月1日 この年度における出来事を以下、列挙する[42]。
    - 幼児教育学科を保育学科に改称[注 14]。
    - 以下、学科の定員減あり。
      - 食物科 130→120
      - 英語科 130→100
- 2002年
  - 4月1日 食物科の入学定員を120→40に減員[注 15]。
- 2003年
  - 4月1日 以下、学科における入学定員の変更あり[注 16]。
    - 食物科 40→70
    - 英語科 100→70
- 2005年
  - 3月31日 以下については、左記をもって正式に廃止となる[注 17]
  - 4月1日 保育学科の 入学定員を80→100に増員[注 18]。
- 2008年
  - 4月1日 専攻科に以下の課程を設ける[注 19]。
    - 保育専攻 入学定員10名
- 2009年
  - 4月1日 以下、学科の入学定員に変更あり[注 20]。
    - 食物科 70→60
    - 英語科 70→80
- 2010年
  - 3月31日 以下については、左記をもって正式に廃止となる[注 21]。
    - 福祉専攻

  - 4月1日 保育学科を以下の通り専攻分離する[注 22]。
    - 保育専攻 入学定員80名
    - 介護福祉専攻 入学定員20名
- 2013年
  - 4月1日 英語科を国際コミュニケーション学科に名称変更[注 23]。
- 2014年
  - 1月 平成26年度大学入試センター試験参加短期大学の1校となる[61]。
  - 4月1日 以下、入学定員の変更あり[注 24]。
    - 保育学科保育専攻 80→100
    - 国際コミュニケーション学科 80→60
- 2015年
  - 1月 平成27年度大学入試センター試験参加短期大学の1校となる[64]。
- 2016年
  - 1月 平成28年度大学入試センター試験参加短期大学の1校となる[65]。
  - 4月1日 食物科に以下のコースを置く[注 25]。
    - 栄養士コース 入学定員40名[注 26]
    - 調理コースについては、	この年度で学生募集を最終とする[注 27]。
- 2019年
  - 4月1日 以下の学科については、この年度で学生募集を最終とする[注 28]。
  - 食物科[注釈 5]
  - 保育学科介護福祉専攻
  - 国際コミュニケーション学科[注釈 5]
- 2020年
  - 4月1日 この年度の入学生より食物科が保育学科介護福祉専攻、国際コミュニケーション学科を統合し、以下の学科として再編される[注 29]。
    - 地域共生学科 入学定員135名

## 基礎データ

### 所在地
- 長崎県佐世保市椎木町600

### 交通アクセス
- JR佐世保線佐世保駅より西肥バス（させぼバスも含む）を利用し、終点の｢長崎短大･九文高校｣バス停留所下車するのが最も便利。
- 松浦鉄道西九州線大学駅下車。

### 象徴
- 長崎短期大学のカレッジマークは「白蝶」（学園全体の象徴）となっている[注 30]
  - 考案：岩永文六。
  - 意味：ギリシア神話のプシケの話に由来（プシケはギリシャ語で「蝶」と「心」の意味を持つ）。卵から幼虫、幼虫からサナギ、サナギから美しい羽を持つ蝶へと生まれ変わり、野に羽ばたくという一生になぞらえ、艱難と不幸の洗礼を受けてはじめて喜びと幸福を享受できる人間の心の象徴として考案。
- 校歌
  - 『学園讃歌』作詞：安部芳雄。作曲：菅沼義重。

## 教育および研究

### 組織

#### 学科
- 地域共生学科 入学定員135名[1]
  - 食物栄養コース
  - 製菓コース
  - 介護福祉コース
  - 国際コミュニケーションコース
- 保育学科 入学定員10名[1]

#### 専攻科
- 保育専攻 入学定員10名

##### 過去にあった学科
- 食物科→地域共生学科
- 英語科→国際コミュニケーション学科 入学定員60名[注釈 6]
- 保育学科
  - 保育専攻→保育学科
  - 介護福祉専攻 入学定員20名[注釈 6]

##### 過去にあった専攻科
- 英語専攻 入学定員20名[78]
- 食物栄養専攻 入学定員10名[78]
- 福祉専攻 入学定員20名[78]

##### 取得資格について
- 製菓衛生師受験資格：地域共生学科製菓コース
- 栄養士：地域共生学科食物栄養コース
- 保育士資格と幼稚園教諭二種免許状が保育学科にて取得できる。なお、専攻科保育専攻終了後、一定基準を満たして卒業すれば幼稚園教諭一種免許状が取得できる。
- かつて、食物科において調理師資格が取得できる課程があった（2015年度入学生まで）
- 中学校教諭二種免許状
  - 英語：英語科[注 32]
  - 家庭：食物科にて設置されていた[注 33]
- 介護福祉士資格が地域共生学科介護福祉コースで取得できる。
- ほか、全学科を対象に鎮信流茶道初歩伝の資格が得られる。

### 研究
- 研究成果
  - 「短大卒業生の進路・キャリア形成と短大評価」調査研究報告書
    - 2005年2月発行。短期大学基準協会調査研究委員会, 短期大学基準協会

  - 「短期大学ステークホルダー調査」調査研究報告書
    - 2007年3月発行。財団法人短期大学基準協会調査研究委員会, 短期大学基準協会

  - 「短期大学卒業生のキャリア形成に関するファースト・ステージ論的研究」2004年度～2006年度科学研究費補助金（基盤研究(B)(1)）研究成果報告書
    - 2005年3月発行。研究代表者 安部恵美子, 長崎短期大学
- 『紀要』[79]
- 『研究紀要』[80]

### 教育
- 特色ある大学教育支援プログラム
  - 「地域文化継承を核にした現代教養教育の展開」において採択されている。

## 学生生活

### 部活動・クラブ活動・サークル活動
- 長崎短期大学のクラブ活動
  - スポーツ系
    - バレーボール・バドミントン・バスケットボールほか

  - 文化系
    - 茶道・軽音楽ほか

  - 保育系3クラブ
  - ダンス・マーチング・オペレッタほか

### 学園祭
- 長崎短期大学の学園祭は「白蝶祭」と呼ばれる。過去には、東京ダイナマイトやインスタントジョンソンによるお笑いライブが催されたことがある。

## 大学関係者と組織

### 大学関係者組織
- 長崎短期大学同窓会組織がある。

## 施設

### キャンパス
- 本館
- 不文軒（お茶室）
- カルチャーホール
- ラウンジ
- 調理実習室
- 製菓実習室
- 介護実習室
- 入浴実習室
- 食品衛生実習室
- 図書館
- 体育館ほか

### 寮
- 長崎短期大学には「しいのき寮」と呼ばれる学生寮がある。

## 対外関係

### 他大学との協定

#### アメリカ
- マウント・サン・アントニオ大学
- ジョンソン・コミュニティ・カレッジ

#### カナダ
- ビクトリア大学

#### オーストラリア
- サザンクロス大学

#### イギリス
- チチェスター大学
- バース・スパ大学

#### 中国
- 北京USAカレッジ
- ペキン・スクール・オブ・ビジネス&ファイナンス
- 黄山大学
- 上海師範大学

#### 韓国
- 釜山女子大学
- 慶北科学大学
- 忠清大学

#### タイ
- ハミルトン・インスティテュート・オブ・スタディーズ

#### パキスタン
- IQRA教育コンプレックス

#### ドイツ
- オーベステュッフェン・セントラム・チェミー

#### オランダ
- ズーム・フリート大学

#### その他
- グローバル・カレッジ・ネットワーク（Global College Network）加盟大学

### 系列校
- 長崎国際大学
- 九州文化学園調理師専修学校
- 九州文化学園歯科衛生士学院
- 九州文化学園高等学校
- 九州文化学園幼稚園

### 関連施設
- 社会福祉法人和敬会
  - 三川内保育園
- 社会福祉法人世知原福祉会
  - 養護老人ホームグリーンホーム
  - 特別養護老人ホームパールホーム
- 社団法人是真会
  - 長崎リハビリテーション病院
- 株式会社
  - THE GLOBALS　ザ・グローバルズ株式会社

## 社会との関わり
- 短期大学の将来構想に関する研究会がある。大学全入時代を迎えて、内外の短期高等教育に関する知見を深め、過去・現状の把握と将来に関する調査・分析を行うために北部九州9短大を幹事校として2002年9月に発足した。通称CC研（Community College 研究会）。国内、海外の短期高等教育専門家・関係者を講師として迎えて研究会の開催や、短期大学卒業生等に対する研究調査を実施している。
- 幹事校
  - 長崎短期大学（事務局）
  - 長崎女子短期大学
  - 佐賀短期大学
  - 佐賀女子短期大学
  - 精華女子短期大学
  - 香蘭女子短期大学
  - 福岡工業大学短期大学部
  - 東海大学福岡短期大学
  - 近畿大学九州短期大学
- 茶道大会が1977年より佐世保市内のホテル及びデパートの２会場で12月第２土曜日に開催されている。必修科目である茶道文化の成果披露および地域貢献活動として濃茶席、立礼席、点心席、及び姉妹校である韓国釜山女子大学学生による韓国茶席を設けている。毎年延べ1,000 - 1,500名が来場するなど佐世保の冬の風物詩となっている。
- 市民公開講座「オモシロ国際学」が1996年より異文化理解・グローカル（グローバル＋ローカル）発信をテーマに国内外の講師を迎え、5月 - 6月の毎週土曜日に開催されている。全８回。主催は長崎短期大学の他、長崎新聞社。共催は佐世保市教育委員会、長崎短期大学同窓会。ながさき県民大学連携講座。

## 附属学校
- 長崎短期大学附属幼稚園